# CW Skimmer

Flussdiagramm zur Erkennung von Morsezeichen.

CW Skimmer (deutsch etwa: „Morse-Abschöpfer“) ist eine kommerzielle Windows-Software zur automatischen Dekodierung von Morsecode.
Entwickler ist Alex Shovkoplyas, Amateurfunkrufzeichen VE3NEA.

## Eigenschaften
Das Computerprogramm erlaubt die gleichzeitige Dekodierung von mehreren hundert CW-Signalen. Es können Frequenzbereiche mit einer maximalen Größe von 196 Kilohertz abgefragt werden. Um eine solche Analyse zu ermöglichen, muss ein SDR-Funkgerät bzw. -Empfänger verwendet werden. Bei einem analogen Funkgerät muss die Zwischenfrequenz (kurz ZF) angezapft werden. Moderne Funkgeräte verfügen über diese Möglichkeit. Das Ergebnis wird optisch als „Wasserfallanzeige“ (Panorama, Spektrum) ausgegeben, wobei die einzelnen Morsecode-Punkte und -Striche visuell zu lesen sind. Enthaltene Amateurfunkrufzeichen werden automatisch erkannt und alphanumerisch angezeigt. Sie können über einen Server exportiert werden. Dadurch sind Online-Darstellungen über die momentanen Funkausbreitungsbedingungen möglich. Häufig werden SDR-Empfänger eingesetzt und die Ausbreitungsbedingungen graphisch angezeigt. Auch ist es möglich, die Datenbanken nach seltenen Funkstationen zu durchsuchen. Auch ein Zugriff via Telnet ist möglich. Damit können Webseiten die Daten von Empfängern weltweit abfragen. Aus solchen Datenmengen können umfangreiche Analysen über das Funkwetter erstellt werden, besonders wenn man Funkbaken analysiert, die Morsesignale aussenden. Solche Funkbaken senden auf festgelegten Frequenzen zu festgelegten Zeiten.